# Lacerta
Ne doit pas être confondu avec la constellation dont le nom latin est « Lacerta » et qui s'appelle en français Lézard
Genre
Lacerta est un genre de sauriens de la famille des Lacertidae. Il contient des espèces très répandues en Europe, dont le lézard des souches et le lézard vert.

## Répartition
Les espèces de ce genre se rencontrent en zone paléarctique.

## Liste des espèces
Selon The Reptile Database (24 janvier 2013) :
- Lacerta agilis Linnaeus, 1758
- Lacerta bilineata Daudin, 1802
- Lacerta media Lantz & Cyrén, 1920
- Lacerta mostoufii Baloutch, 1976
- Lacerta pamphylica Schmidtler, 1975
- Lacerta schreiberi Bedriaga, 1878
- Lacerta strigata Eichwald, 1831
- Lacerta trilineata Bedriaga, 1886
- Lacerta viridis (Laurenti, 1768)

## Étymologie
Le nom de ce genre, Lacerta, vient du latin lacerta, qui signifie « lézard ».

## Taxinomie
De nombreuses espèces qui faisaient partie de ce genre ont été placées de divers genres par Arnold, Arribas et Carranza en 2007.

## Publication originale
- Linnaeus, 1758 : Systema naturae per regna tria naturae, secundum classes, ordines, genera, species, cum characteribus, differentiis, synonymis, locis, ed. 10 (texte intégral).